# 1333 Cevenola
1333 Cevenola је астероид главног астероидног појаса са средњом удаљеношћу од Сунца која износи 2,632 астрономских јединица (АЈ).
Апсолутна магнитуда астероида је 11,4 а геометријски албедо 0,075.